# Paul Markwitz
Paul E. Markwitz (né le 16 juillet 1908 à Berlin, mort le 19 mars 1968 dans la même ville) est un chef décorateur allemand.

## Biographie
Markwitz suit une formation pratique et artisanale et est recommandé dans le cinéma comme charpentier talentueux. À la fin de 1931, il commence à travailler à titre mineur pour des productions cinématographiques, même à Hollywood au début (The Crowd Roars, Alias the Doctor). En 1934, il est autorisé à participer pour la première fois à la création de bâtiments de cinéma en tant qu'assistant de production et est assigné à ses collègues Heinrich Richter-Berlin et Hans Jacoby.
Les premières œuvres de Markwitz sont deux productions d'Erich Engels avec Karl Valentin et Liesl Karlstadt dans les rôles principaux. Peu de temps après le déclenchement de la Seconde Guerre mondiale en 1939, Markwitz est mobilisé.
Après sa libération, Paul Markwitz rentre à Berlin en 1948 et reprend son travail dans le cinéma. Il réalise les projets de collègues importants comme Fritz Maurischat, Ernst H. Albrecht, Emil Hasler et Heinrich Weidemann (de). Son domaine d'activité sont pour la plupart des films de divertissement peu importants, en particulier des comédies, des opérettes et des revues musicales, mais aussi quelques films plus ambitieux et dramatiques tels que la production américaine tournée dans le sud de l'Allemagne Le Diable fait le troisième avec Gene Kelly et le récit des événements entourant la tentative d'assassinat raté de Hitler en 1944 C'est arrivé le 20 Juillet. Markwitz travaille pour une grande variété de sociétés de production. À la fin, à partir de 1957, il s'agit presque exclusivement pour CCC-Film. Ses dernières œuvres sont des productions commandées pour CCC-Television.
À l'âge de 59 ans, Paul Markwitz meurt alors qu'il est chômeur, il se jette dans un canal de Berlin dans l'intention de se suicider et se noie.

## Filmographie
- 1935 : Kirschen in Nachbars Garten (de)
- 1937 : Huis clos
- 1938 : Mordsache Holm (de)
- 1938 : Sergent Berry (de)
- 1939 : Salonwagen E 417
- 1939 : Le Voyage à Tilsit (de)
- 1939 : Wir tanzen um die Welt
- 1940 : La Fugue de Mr Patterson (de)
- 1948 : Der große Mandarin (de)
- 1949 : Begegnung mit Werther (de)
- 1950 : Die Treppe
- 1950 : Hochzeitsnacht im Paradies
- 1950 : Wenn eine Frau liebt (de)
- 1951 : Heidelberger Romanze (de)
- 1951 : La Dernière ordonnance
- 1952 : Le Diable fait le troisième (The Devil Makes Three)
- 1953 : Käpt'n Bay-Bay (de)
- 1953 : Jonny rettet Nebrador (de)
- 1953 : Le Tigre de Colombo (de)
- 1954 : Raub der Sabinerinnen (de)
- 1954 : Geständnis unter vier Augen
- 1954 : Le Baron tzigane (de)
- 1954 : Drei vom Varieté (de)
- 1955 : C'est arrivé le 20 Juillet
- 1956 : Waldwinter
- 1956 : Das Sonntagskind
- 1956 : Was die Schwalbe sang (de)
- 1956 : Facteur en jupons
- 1956 : L'Espion de la dernière chance
- 1956 : Der schräge Otto
- 1956 : L'Étudiante Hélène Willfuer
- 1956 : La Fée du Bodensee
- 1957 : Veuf avec cinq filles (de)
- 1957 : Das einfache Mädchen (de)
- 1957 : Les Frénétiques
- 1957 : Le Comte de Luxembourg
- 1958 : Un soir à la Scala (de)
- 1958 : Münchhausen in Afrika
- 1958 : Ohne Mutter geht es nicht
- 1958 : Der Stern von Santa Clara (de)
- 1958 : Scala – total verrückt (de)
- 1958 : Kleine Leute mal ganz groß (de)
- 1958 : Ihr 106. Geburtstag
- 1958 : Les Yeux noirs
- 1958 : La Joyeuse Débandade (de)
- 1959 : Aus dem Tagebuch eines Frauenarztes
- 1959 : Le Gang descend sur la ville (de)
- 1959 : Peter décroche la timbale
- 1959 : La Paloma
- 1959 : SOS - Train d'atterrissage bloqué
- 1959 : Melodie und Rhythmus
- 1960 : Cambriolage en musique
- 1960 : Liebling der Götter
- 1960 : Marina
- 1961 : Und sowas nennt sich Leben (de)
- 1961 : Les Fiancées d'Hitler (de)
- 1961 : Adieu, Lebewohl, Goodbye
- 1961 : Robert und Bertram (de)
- 1961 : Ramona
- 1961 : Café Oriental (de)
- 1961 : Le Secret des valises noires
- 1962 : Échec à la brigade criminelle
- 1962 : Sherlock Holmes et le Collier de la mort
- 1964 : Fanny Hill (de)